# Vlaardingen
Vlaardingen és un municipi de la província d'Holanda del Sud, al sud dels Països Baixos. L'1 de gener del 2021 tenia 73.924 habitants repartits sobre una superfície de 26,71 km² (dels quals 3,03 km² corresponen a aigua). Limita al nord amb Midden-Delfland, a l'oest amb Maassluis, a l'est amb Schiedam i al sud amb Rotterdam.

## Centres de població
1. Centrum
2. Westwijk
3. Vettenoordse Polder
4. Oost
5. Vlaardingen Ambacht/Babberspolder
6. Holy-Zuid
7. Holy-Noord
8. Broekpolder

## Agermanaments
- Moravská Třebová

## Personatges il·lustres
- Wouter Bos, cap del PvdA